# Anthelephila bonadonai
Anthelephila bonadonai es una especie de coleóptero de la familia Anthicidae.

## Distribución geográfica
Habita en Bután.